# Parc d'État de l'East River
Pour parc de Manhattan, voir East River Park.
Le parc d'État de l'East River (anglais : East River State Park) est un parc d'État situé dans le quartier de Williamsburg et l'arrondissement de Brooklyn, à New York. D'une superficie de 4,5 ha (11 acres), le parc longe l'East River entre les 7e, 8e et 9e rues nord, et offre une vue dégagée sur le pont de Williamsburg et le quartier de Midtown.

## Historique
Le parc est construit à l'ancien emplacement du Brooklyn Eastern District Terminal (en), un terminal ferroviaire ouvert en 1870 sous le nom de Palmer's Dock. Il est adjacent au parc municipal de Bushwick Inlet (en).
Le parc ouvre le 26 mai 2007. Contrairement aux autres parcs alentour, il ferme à la nuit tombante. Les chiens et les bicyclettes y sont interdits par la loi sur les parcs d'État.
En 2009, les concerts du McCarren Park Pool (en) sont déplacés au parc d'État de l'East River.
Le parc est surnommé Williamsburg Waterfront.

## Images

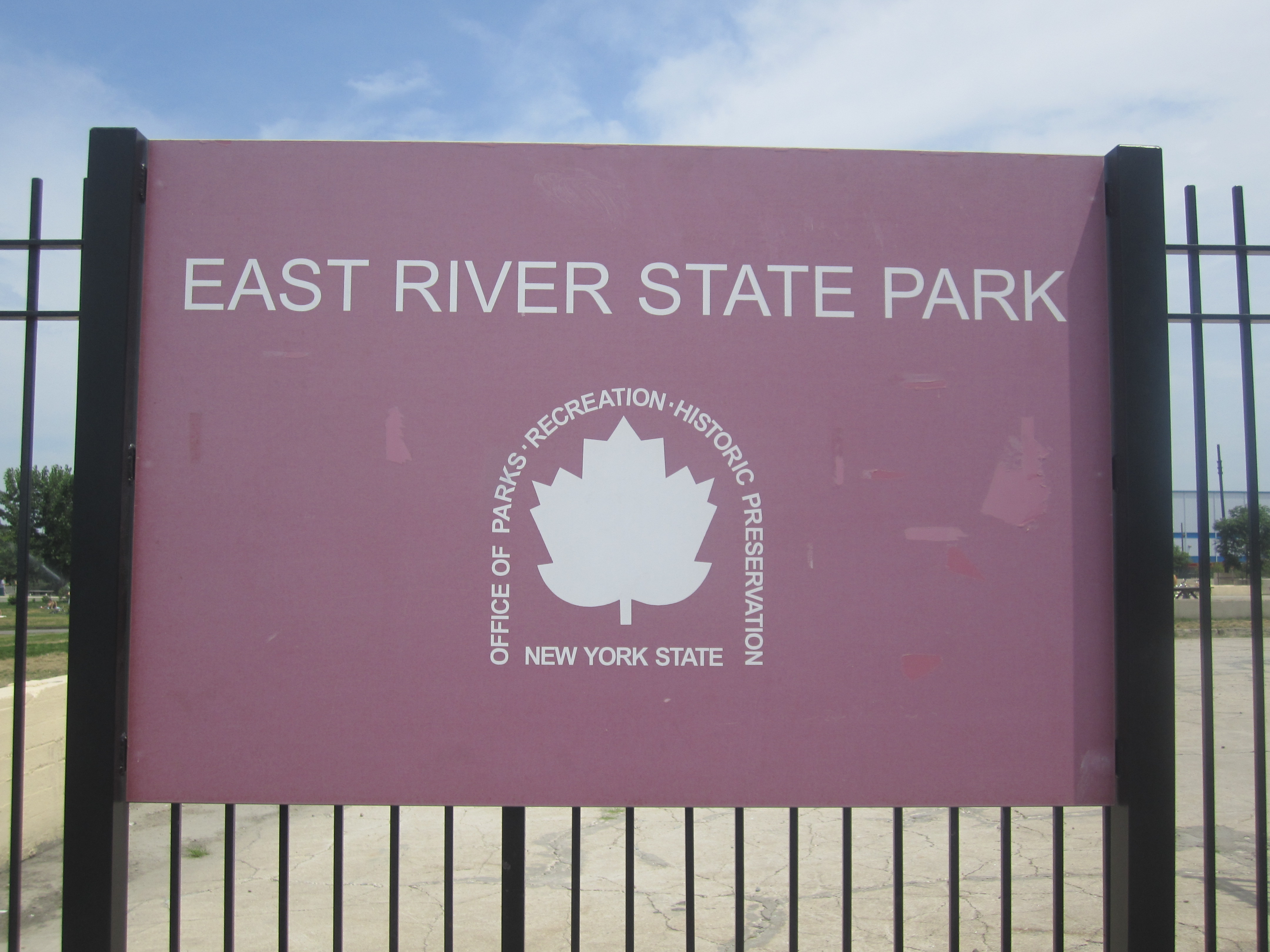
Le panneau d'entrée
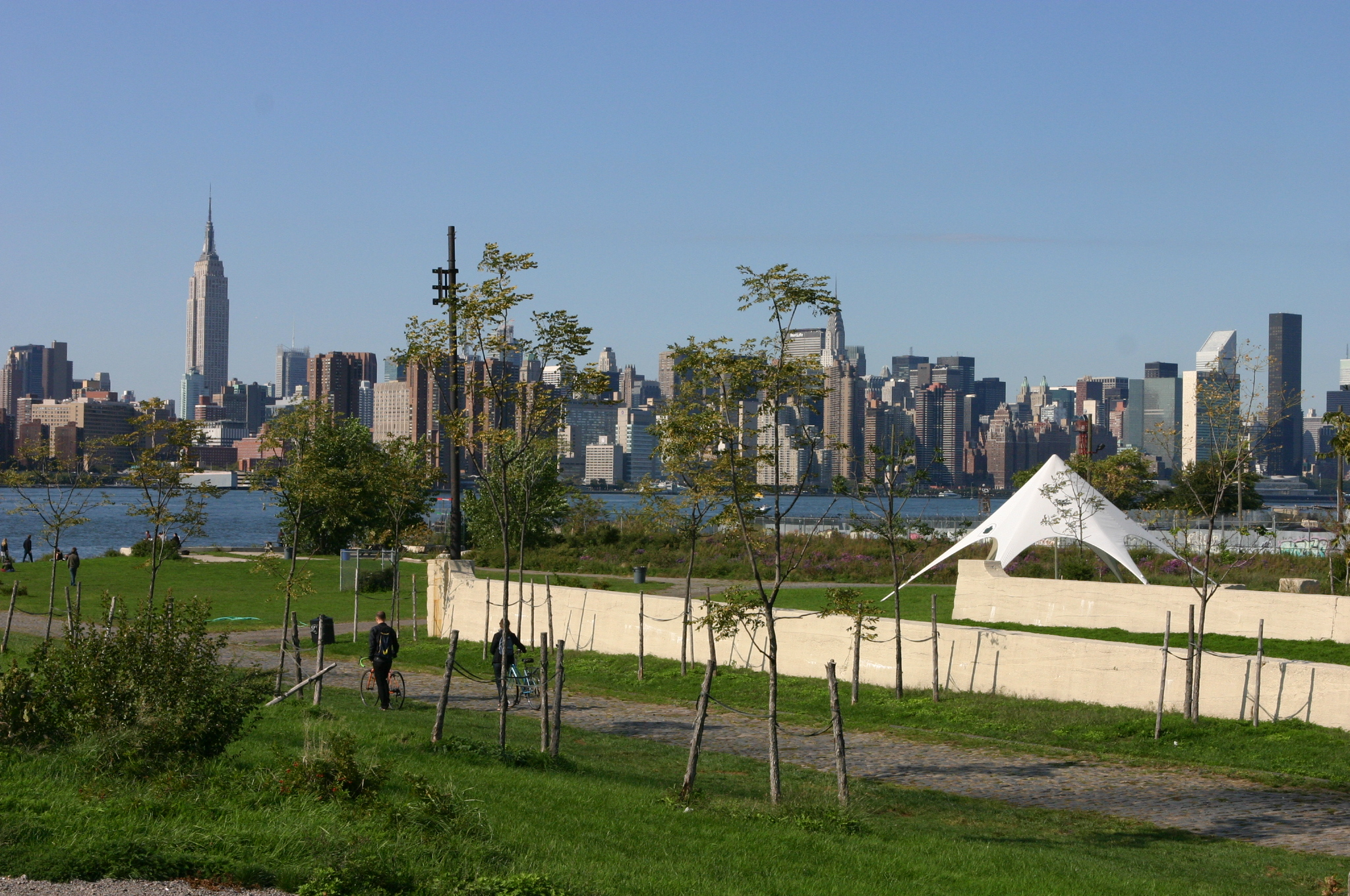
Le parc
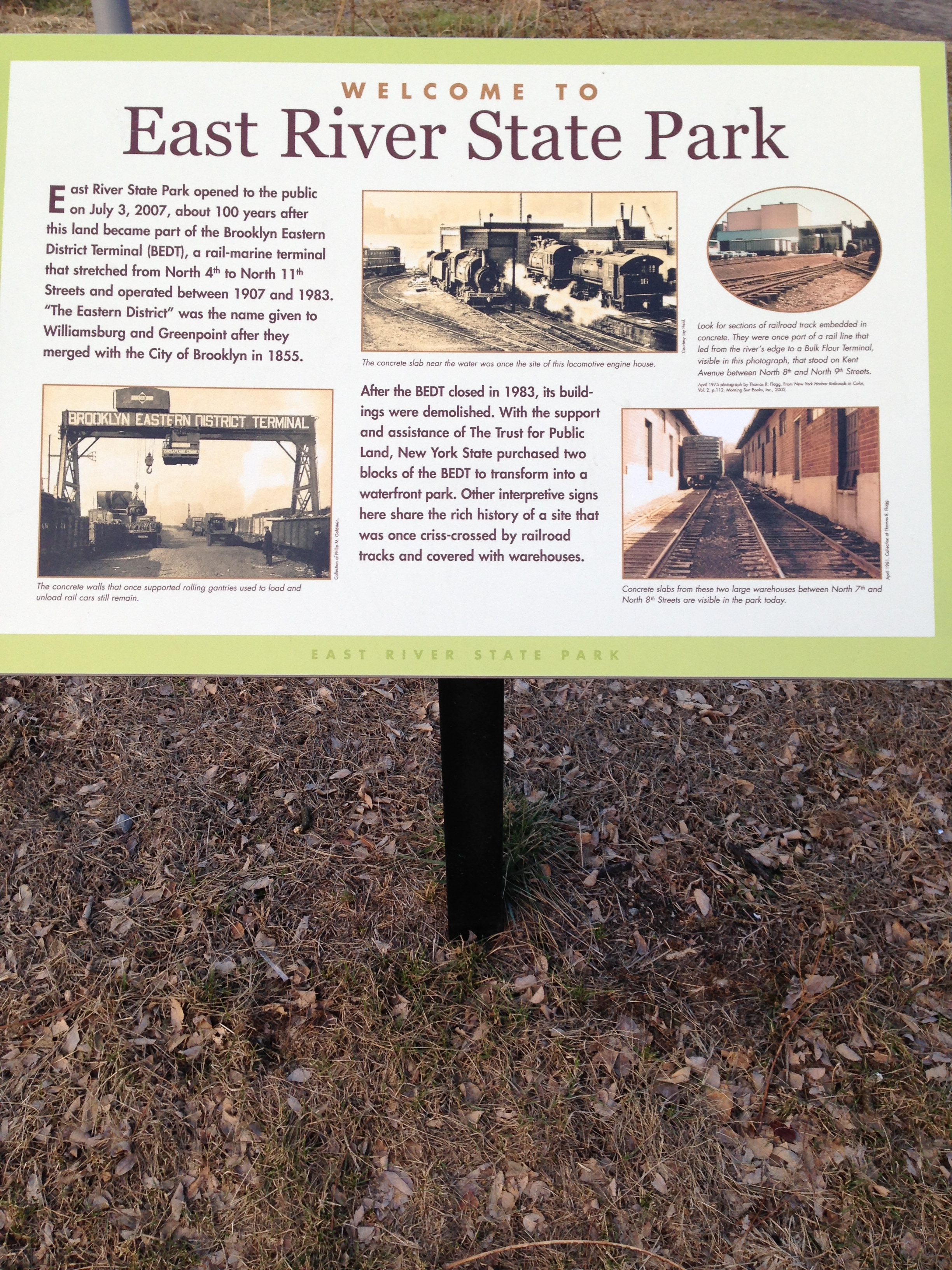
Un des cinq panneaux d'information historique du parc
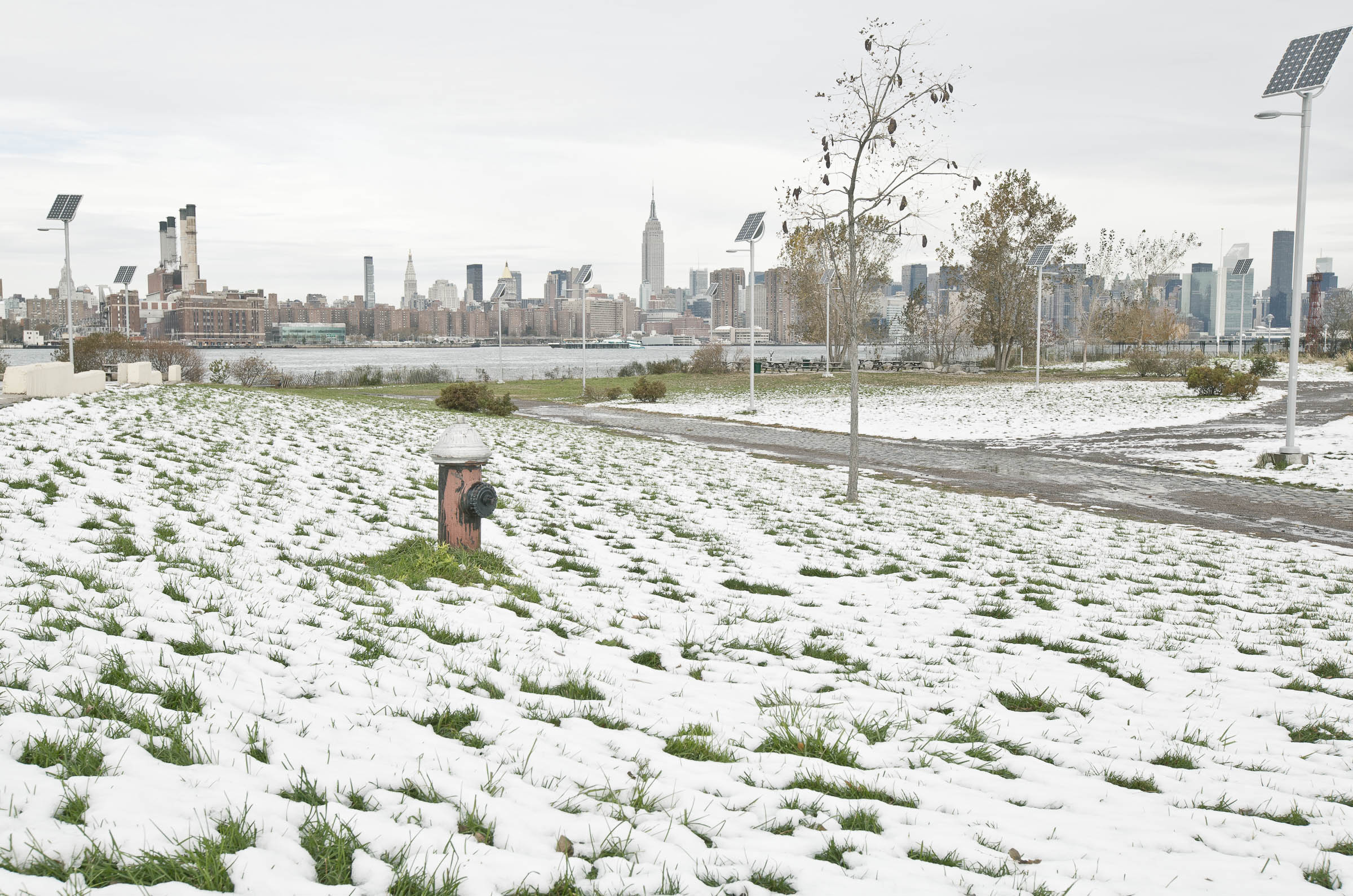
Le parc en hiver